# Dělnická třída

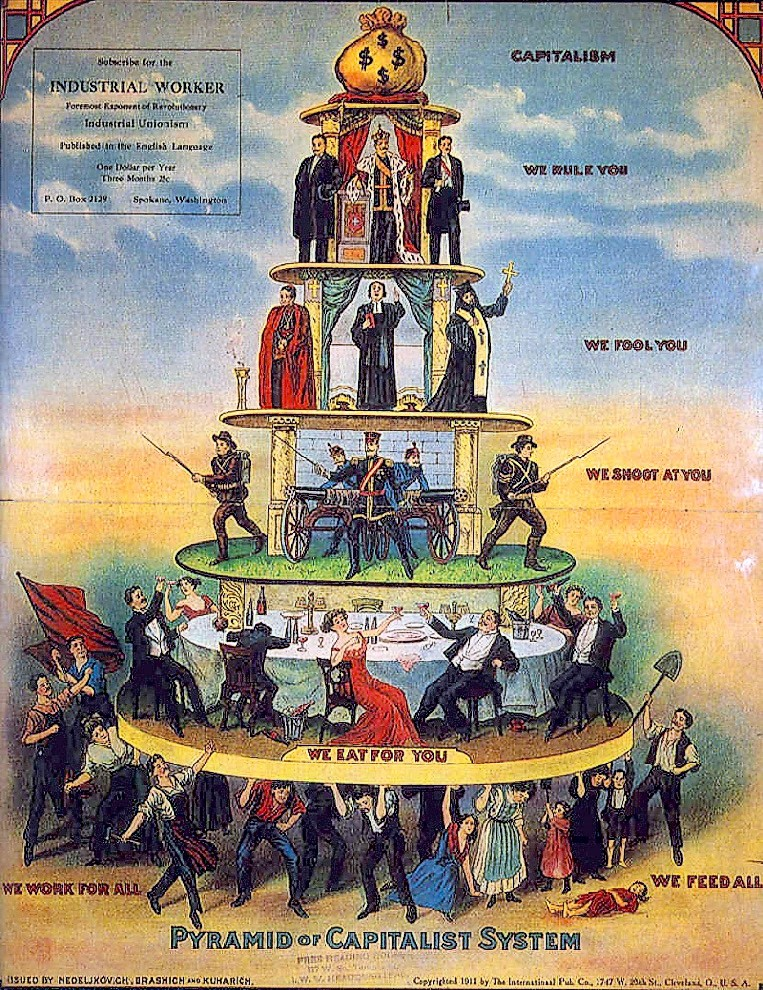
Karikatura třídní společnosti. Dělnická třída zcela dole nese na svých zádech „vykořisťovatelské třídy“.

Dělnická či pracující třída je sociologický a ideologický pojem označující námezdní pracující s výjimkou nejlépe placených profesionálů a manažerů. Marxismus termín používá jako synonymum slova proletariát.
Dělnická třída začala vznikat zhruba v polovině 16. století prostřednictvím vyvlastnění drobných rolníků a řemeslníků. Díky těmto a dalším sociálním skupinám se také dělnická třída neustále doplňovala. K dělnickým se řadí většina pracujících modrých a růžových límečků a některé bílé límečky. Protipól dělnické třídy tvoří takzvaná buržoazie.